# Саади, Эльвира Фуадовна
Эльви́ра Фуа́довна Саа́ди (род. 2 января 1952, Ташкент, Узбекская ССР, СССР) — советская гимнастка, двукратная олимпийская чемпионка (Мюнхен-1972, Монреаль-1976), чемпионка мира, заслуженный мастер спорта СССР, тренер-преподаватель.

## Спортивные достижения
Олимпийские игры
| Год  | Абсолютное | Командное | Опорный прыжок | Брусья | Бревно | Вольные упражнения |
| ---- | ---------- | --------- | -------------- | ------ | ------ | ------------------ |
| 1972 | 8          | 1         | 9              | 18     | 10     | 9                  |
| 1976 | 7          | 1         | 8              | 14     | 5      | 6                  |

Выступления на чемпионатах, кубках мира и первенствах СССР:
| Год  | Первенство     | Абсолютное | Командное | Опорный прыжок | Брусья | Бревно | Вольные упражнения |
| ---- | -------------- | ---------- | --------- | -------------- | ------ | ------ | ------------------ |
| 1972 | Чемпионат СССР | 8          |           | 5              | 5      | 1      | 1                  |
| 1973 | Чемпионат СССР | 1          |           |                |        | 1      | 2                  |
| 1974 | Чемпионат мира | 4          | 1         |                |        |        | 3                  |
| 1974 | Чемпионат СССР | 5          |           | 4              |        | 2      | 2                  |
| 1974 | Кубок СССР     | 3          |           |                |        |        |                    |
| 1975 | Кубок мира     | 3          |           | 2              | 3      | 3      | 2                  |
| 1975 | Чемпионат СССР | 5          |           | 5              | 3      | 3      | 2                  |
| 1975 | Кубок СССР     | 1          |           |                |        |        |                    |

## Биография
Родилась в Ташкенте в 1952 году. Внучка профессора Абдрахмана Саади. Окончила Узбекский государственный институт физической культуры (1974). 
Гимнастикой начала заниматься в десятилетнем возрасте. В 1969 году стала членом сборной СССР.  В 1976 году стала Заслуженным мастером спорта СССР. После Олимпиады-76 в Монреале работала тренером в московской ДЮСШ «Динамо». Среди ее воспитанниц — Татьяна Валентиновна Грошкова.
В настоящее время живёт в Канаде, куда переехала в 1991 году.
Тренировала гимнасток Кристал Гилмор (Олимпийские игры 2000 года) и Ивонн Таусек-Ренне (участница Олимпийских игр 1996 и 2000 годов).  Ее воспитанники в разные годы входили в сборную Канады и выступали на Олимпийских играх. Самой результативной из ее подопечных стала гимнастка Виктория Эшли Мурс. 
В 1996 и 2004 годах Федерация гимнастики Канады признала Эльвиру Фуадовну Саади тренером года. В 2009 году фотографию Э.Саади разместили в Международном зале славы гимнастики.
В 2011 году Эльвира Саади основала собственный гимнастический клуб, который назвала «Динамо». 
20 ноября 2023 года Федерация спортивной гимнастики Канады запретила Саади работать с гимнастками из-за физических и словесных оскорблений. Она подала апелляцию на запрет, но 24 июня 2024 года Канадский центр разрешения спортивных споров отклонил ее апелляцию. Ей запрещены все виды работы в спорте — тренерство, судейство, а также административная деятельность. Гимнастку лишили членства в федерации и любых региональных отделениях на десять лет. 

## Семья
Дважды была замужем.
Дочери (от первого брака): Лиана Лоусон фотограф, основала собственный бренд ювелирных изделий , и Диана Хаус.

## Награды
- Звание заслуженный мастер спорта СССР (1976).